# Norrlanda kyrka
Norrlanda kyrka är en kyrkobyggnad på Gotland som tillhör Gothems församling i Visby stift. Kyrkan är belägen på en grusplatå öster om ett nu dikat och odlat myrland, kyrkmyren. Två medeltida stigluckor finns bevarade, varav den norra har en särskild utformning med det spetsbågiga valvet avdelat på mitten genom en arkadvägg med en större och en mindre genomgång. Sydost om kyrkan återuppfördes 1971 en medeltida välvd gårdsport (riven 1899).

## Kyrkobyggnaden
Den murade medeltida kyrkan består av ett rektangulärt långhus, kyrktorn i väster samt smalare, rakt avslutat kor i öster med sakristia på den norra sidan. Tornet är från 1200-talets början och hörde ursprungligen till en romansk kärnkyrka från 1100-talets senare hälft. Under 1200-talets senare hälft eller omkring 1300 ersattes det romanska koret med nuvarande kor och sakristia. Långhuset tillkom vid 1300-talets mitt, och från denna tid är också den märkliga sydportalen utförd av den anonyme stenmästaren Egypticus. Tornet påbyggdes troligen vid samma tid. Kyrkan har putsade fasader och hörnkedjor samt omfattningar av huggen sten. Långhuset och det lägre koret täcks av branta sadeltak. Tornet har små ljudöppningar samt en åttkantig tornspira med klockvåning under skärmtak. Förutom långhusportalen finns ingångar på korets sydsida (spetsbågig perspektivportal) samt på tornets nordsida (tvåsprångig rundbågeportal). Långhuset täcks invändigt av två höga tältvalv. En hög och vid spetsbågig triumfbåge leder till koret, vilket täcks av ett tältvalv och upplyses av östväggens stora trekopplade fönster. Den kryssvälvda ringkammaren, med rundfönster i väster, nås via en smalare spetsbågig muröppning. Sakristian är tunnvälvd. Kalkmålningarna i kor och långhus är utförda av Passionsmästaren vid 1400-talets mitt. Kyrkan har restaurerats 1889 och 1953 - 1954 (arkitekt Olle Karth).

## Inventarier
- I tornet hänger en kyrkklocka som troligen göts omkring 1250.
- Predikstolen tillkom 1726 och vilar på det södra av två medeltida sidoaltaren.
- Dopfunten av sandsten är från 1735 och vilar på en fot från en äldre dopfunt.
- Norrlandaorgeln som byggdes någon gång mellan 1370 och 1430 förvaras numera på Historiska museet.

### Orgel
- Nuvarande orgel byggdes 1955 av Wilhelm Hemmersam i Köpenhamn och kom till kyrkan 1985. Tidigare fanns orgeln i Elleholms kyrka. Orgeln är mekanisk och tidigare användes ett harmonium.

| Manual        | Pedal   |
| Gedackt 8’    | Bihängd |
| Spidsgamba 8’ |         |
| Principal 4’  |         |
| Rörflöjt 4’   |         |
| Blockflöjt 2' |         |
| Nasat 1 1⁄3’  |         |

## Galleri

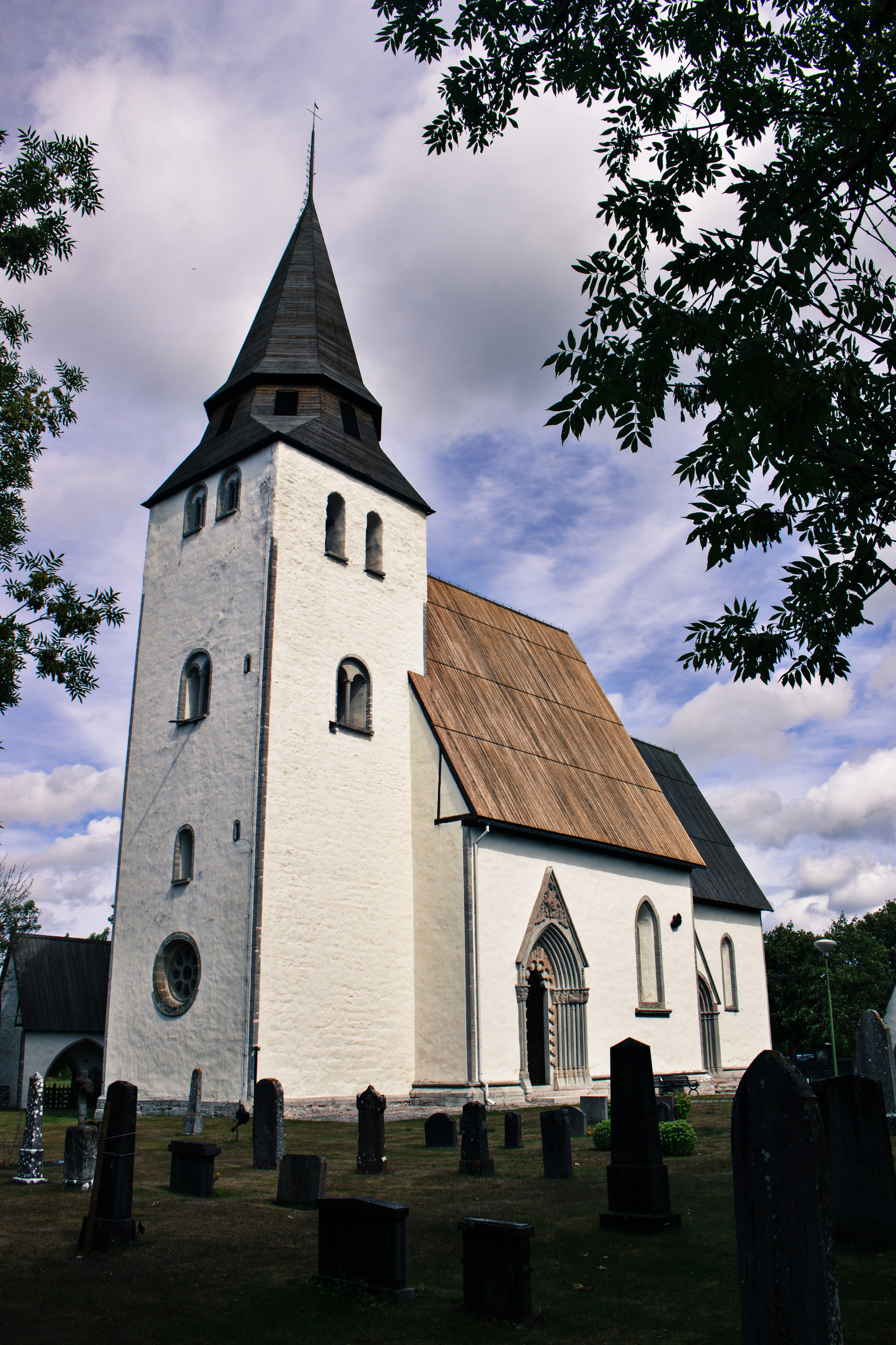
Kyrkan från sydväst
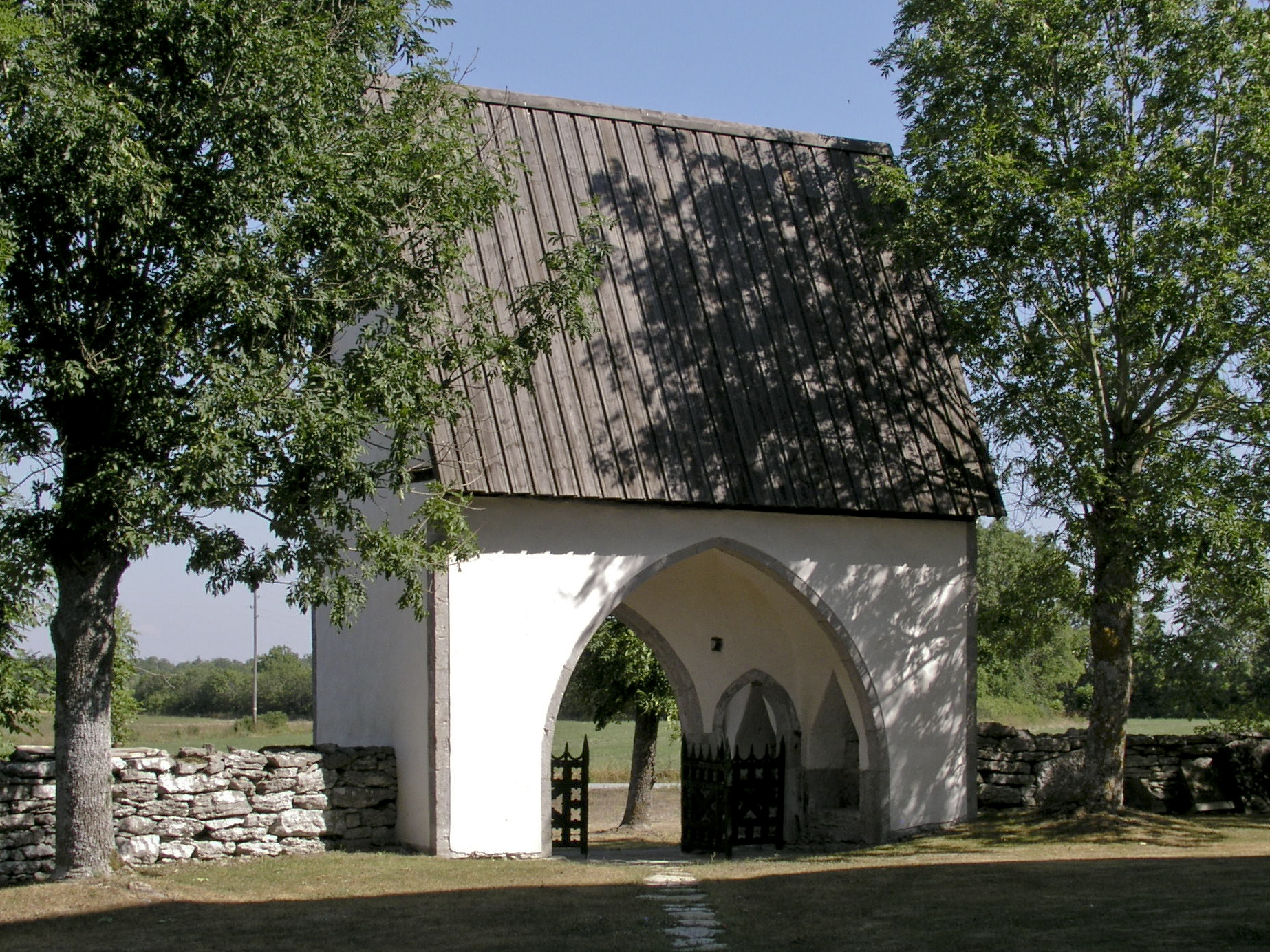
Stiglucka
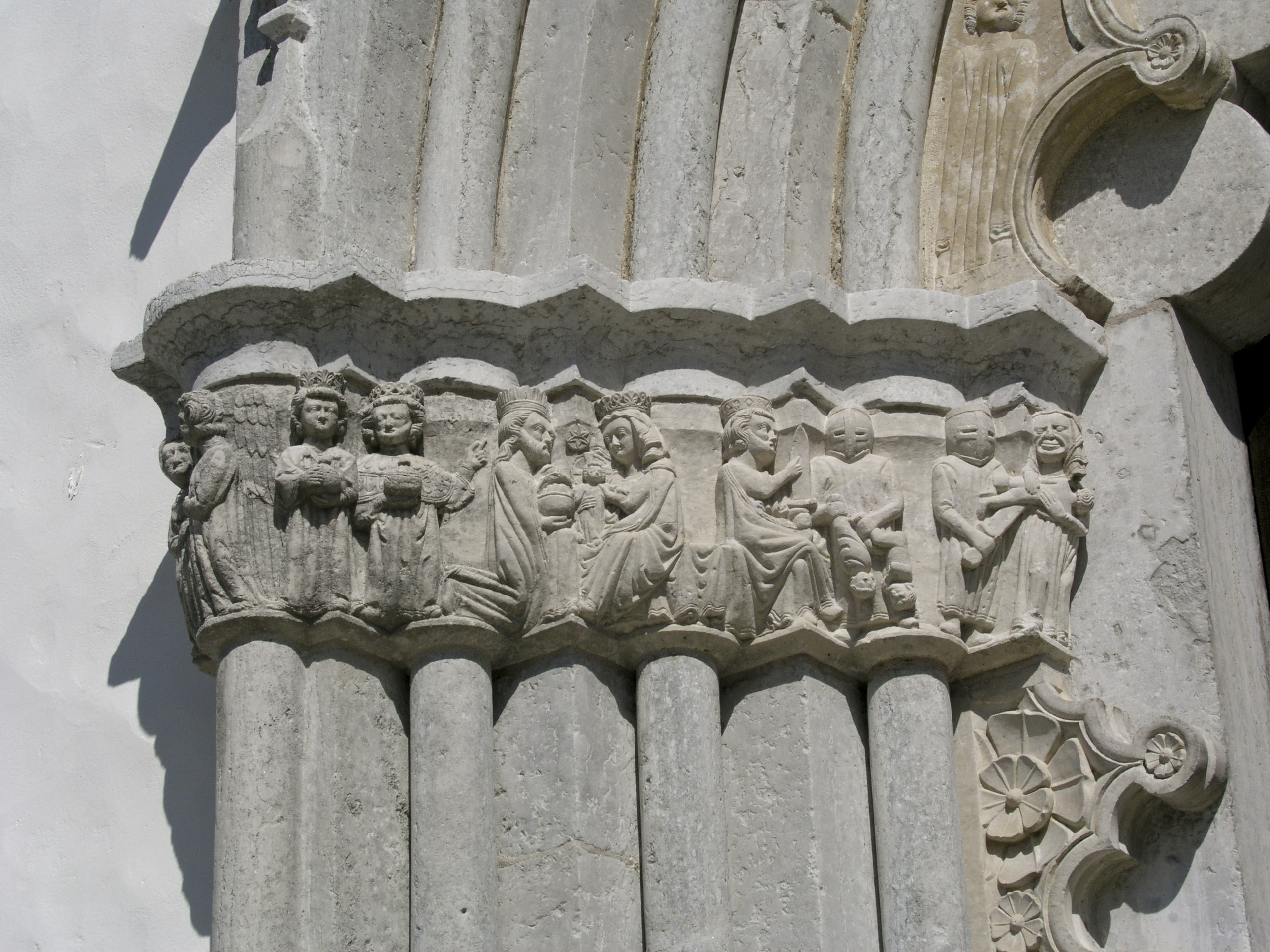
Kapitälband
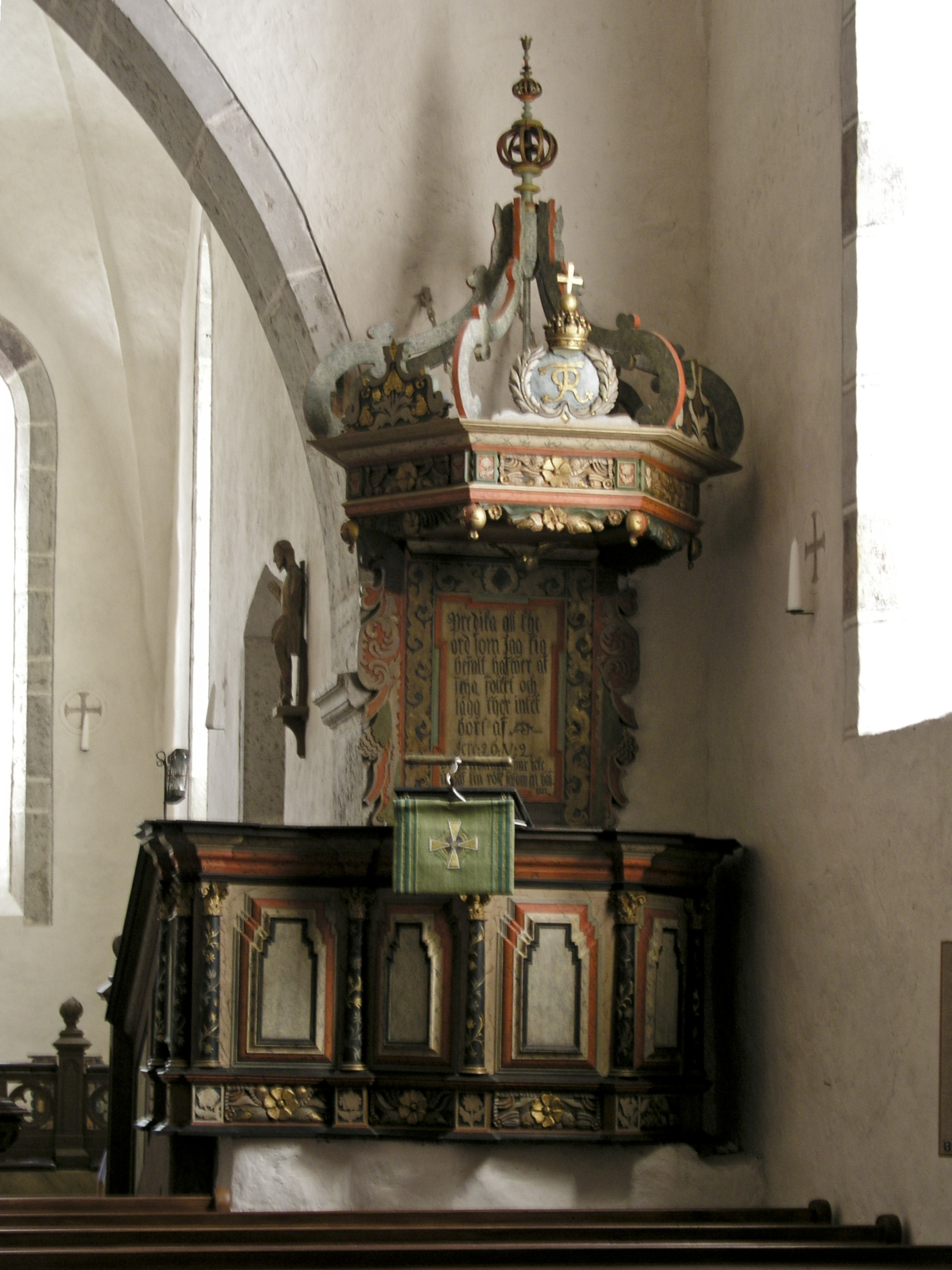
Predikstolen
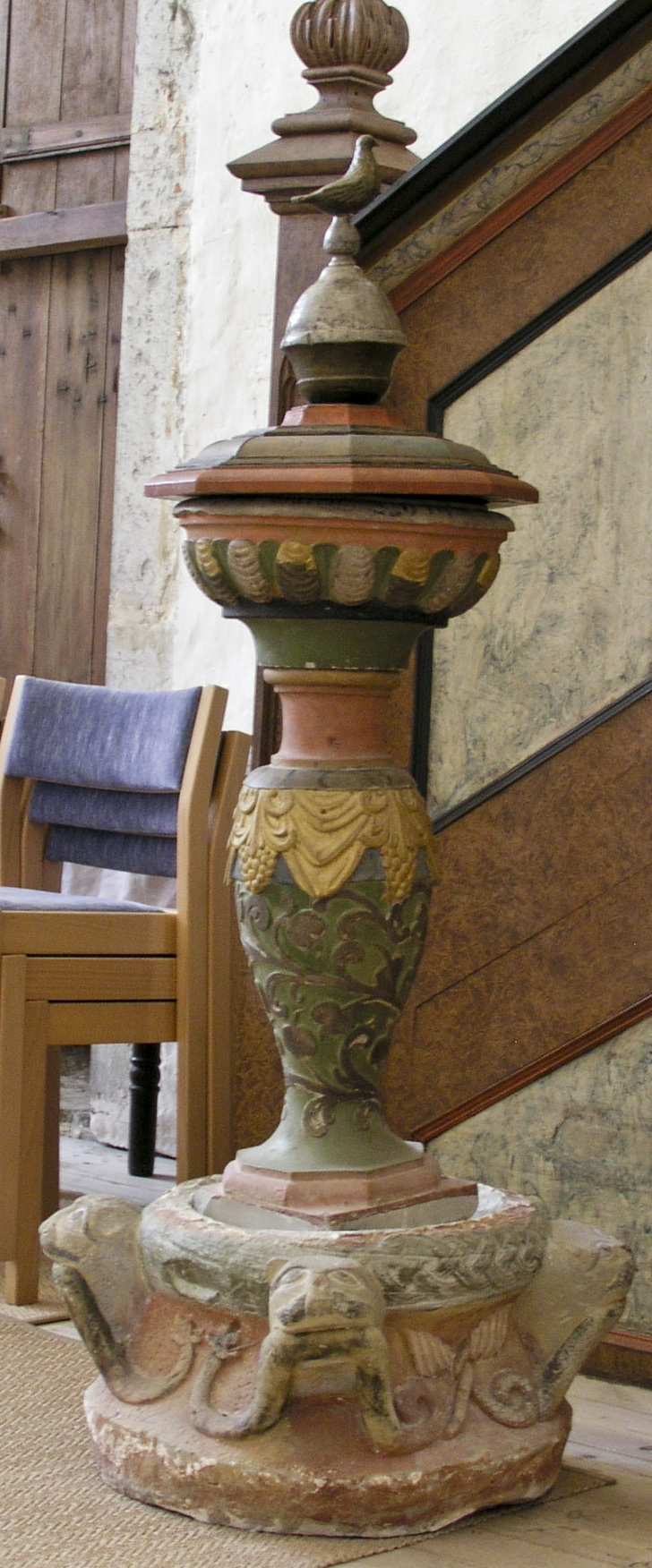
Dopfunt